# Pomelo
O pomelo (Citrus maxima), também chamada laranja-natal ou cimbo, é uma fruta cítrica, fruto de uma árvore da família Rutaceae com 5 a 8 m de altura, que vegeta e produz satisfatoriamente em regiões das mais variadas condições ecológicas.
É uma antiga espécie selvagem, e ao contrário de muitos outros citrinos, o pomelo não é um híbrido. Nativa do Sudeste Asiático, incluindo a Malásia, os frutos podem ser consumidos ao natural, prestando-se para a industrialização, de onde resultam diferentes produtos, como sucos, óleos essenciais, refrigerante e pectina. Esta é a maior das frutas cítricas e pode pesar até entre um e dois quilos.

## Cultivares
Marsh Seedless (exportação, mercado interno para o consumo in natura) e indústria.

## Especificações técnicas
Época de plantio: no período chuvoso ou através da irrigação.
Espaçamento: 9 × 6rn.
Plantio de mudas: 185/hectare.
Controle da erosão: plantio em curvas de nível e gradeação em ruas alternadas, nos maiores declives, ou o uso de roçadeira no período mais chuvoso.
Calagem e adubação: v. laranja.
Irrigação: no plantio, até o crescimento e suplementar, quando possível.
Outros tratos culturais: capinas mecânicas no período seco e roçadeira no chuvoso, além de coroação manual ou com herbicidas.
Controle de pragas e moléstias: devido à complexidade do controle de moléstias e pragas, recomenda-se a consulta ao boletim n° 165, "CITROS - Recomendações para o controle das principais pragas e doenças em pomares do Estado de São Paulo", editado pela CATI.
Colheita: Julho e Setembro no Brasil / Fevereiro e Março em Portugal. Para o grupo das cimboas, o número de meses necessários para o completo desenvolvimento e maturação dos frutos varia de acordo com os diferentes cultivares. A partir do florescimento, pode variar aproximadamente entre 11 e 13 meses. O momento exato de colheita, em geral, é feito de duas maneiras. A primeira é para a utilização industrial efetuar periodicamente análises dos frutos a fim de determinar a qualidade de suco, brix e acidez, além de colher os frutos quando atingirem os índices mínimos exigidos pela indústria para que possam ser processados. A segunda é de caráter prático e utilizada em grande escala, baseia-se no aspecto externo dos frutos, mediante observações visuais de seu desenvolvimento, de sua coloração externa e interna (característica para cada cultivar) e de sua palatabilidade. 
Produtividade normal: 120–200 kg de frutos/planta.
Observações: plantar mudas vigorosas e procurar diversificar os porta-enxertos através da utilização de laranja Caipira ou tangerina Cleópatra. Deficiências de zinco, manganês e boro são corrigidas na primavera-verão, com duas pulverizações foliares, contendo, cada uma, sulfato de zinco a 0,25%, sulfato de manganês a 0,15% de bórax a 0,05%. As fontes de micronutrientes podem ser substituídas por formulações quelatizadas. O melhor clima para as cimboas é o quente, do Norte do Estado, com irrigação, ou do litoral. Em climas frescos, a qualidade dos frutos é inferior.

## Galeria

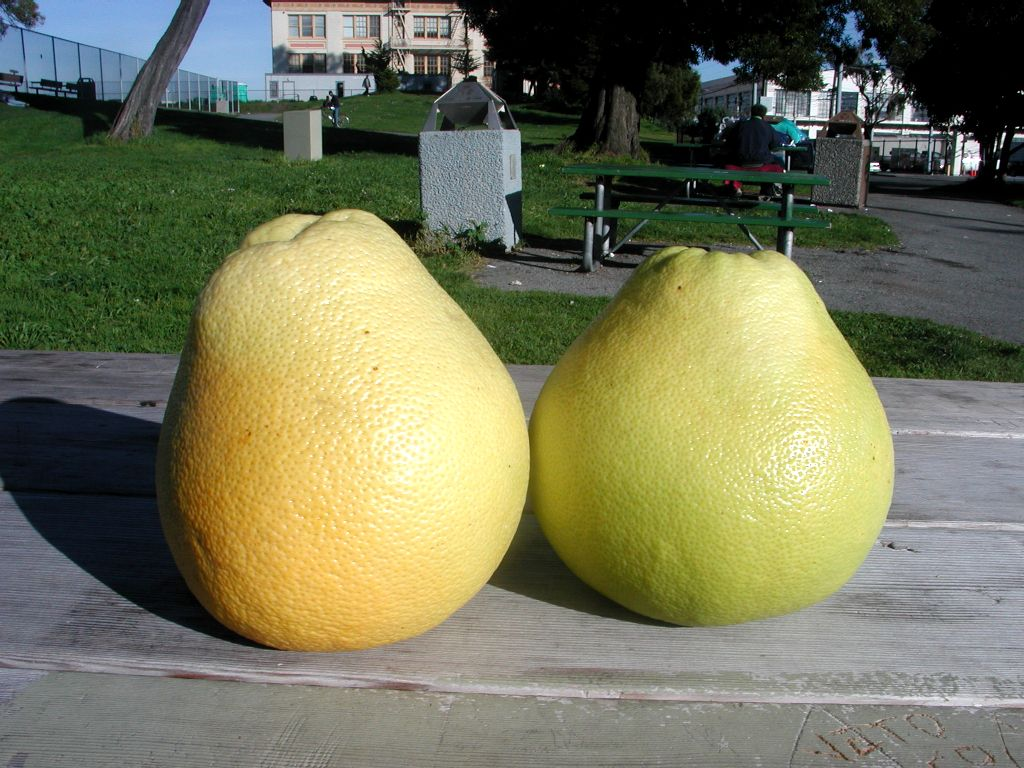
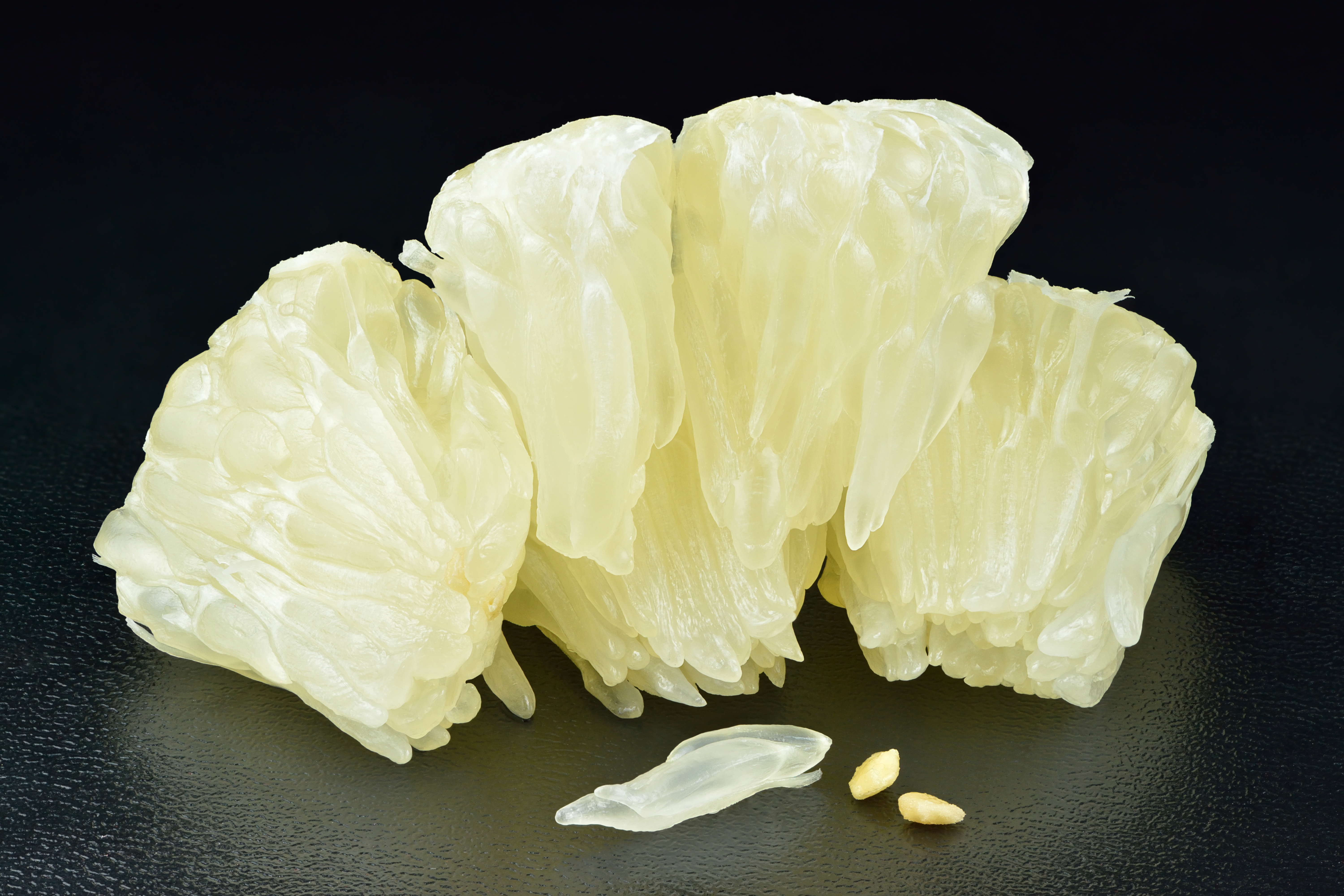
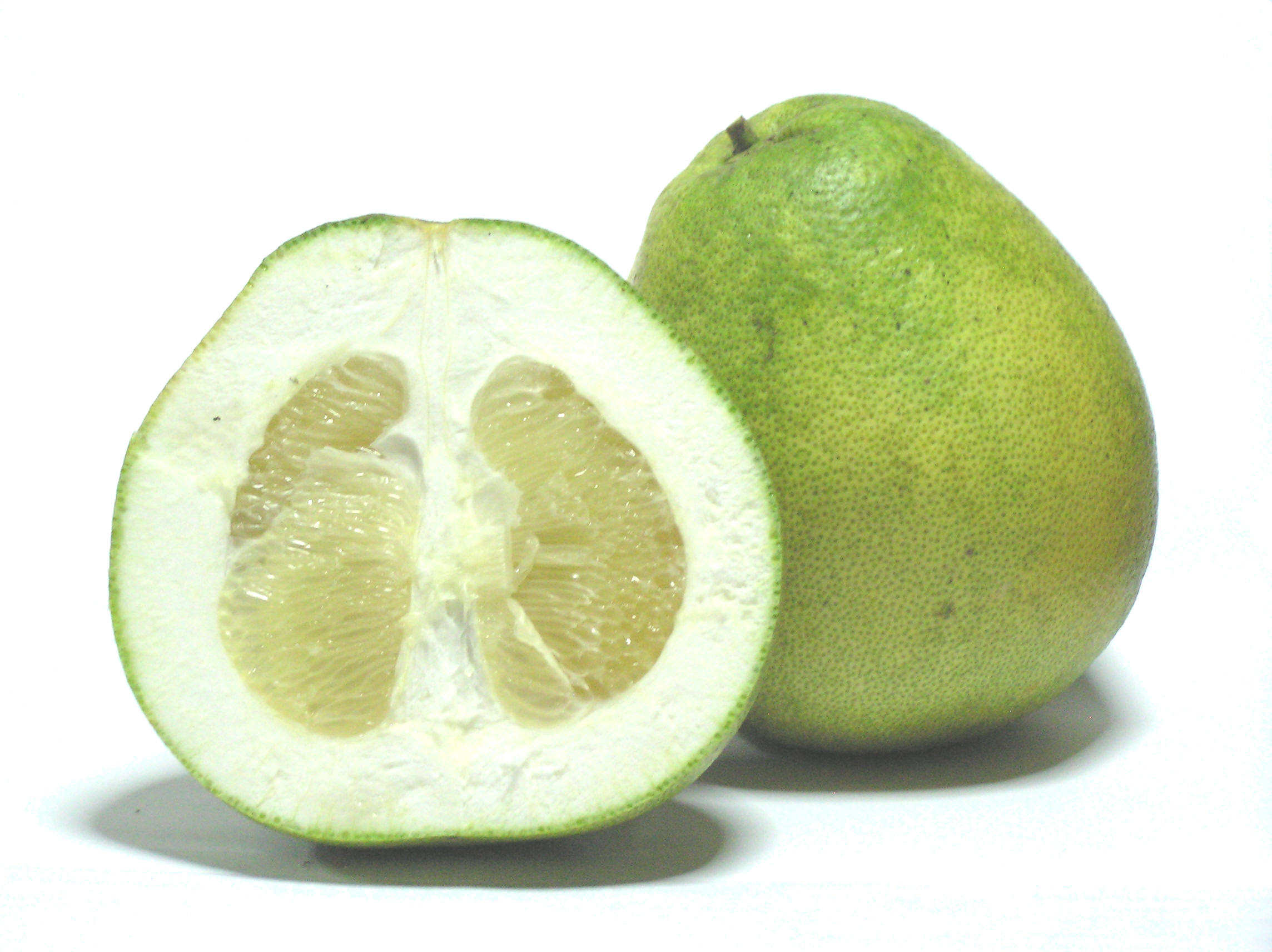
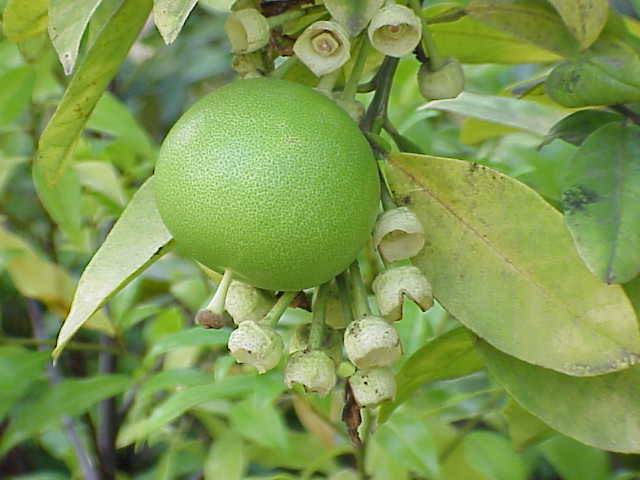